# استفان سما
استفان سما (انگلیسی: Stephen Sama؛ زادهٔ ۵ مارس ۱۹۹۳) بازیکن فوتبال اهل آلمان است. وی در کامرون به‌دنیا آمده ولی در سال ۲۰۰۹ شهروند آلمان شد و در پست مدافع بازی می‌کند.
از باشگاه‌هایی که در آن بازی کرده‌است می‌توان به باشگاه فوتبال لیورپول و باشگاه فوتبال اشتوتگارت اشاره کرد.
وی همچنین در تیم ملی فوتبال جوانان آلمان زیر ۲۰ سال بازی کرده‌است.